# Estados Unidos nos Jogos Olímpicos de Inverno de 1980
Os Estados Unidos sediaram os Jogos Olímpicos de Inverno de 1980 em Lake Placid, Nova Iorque.
Os Jogos Olímpicos de Inverno de 1980 aconteceram em Lake Placid, Nova York, nos Estados Unidos, entre os dias 13 e 24 de fevereiro. Esta edição marcou a 13ª vez que os Jogos Olímpicos de Inverno foram realizados.